# Église de la Sainte-Trinité des Contamines-Montjoie
Pour les articles homonymes, voir Église de la Sainte-Trinité.
L'église de la Sainte-Trinité des Contamines-Montjoie est une église savoyarde baroque construite en 1759.

## Historique
Avant 1759, les Contamines-Montjoie dépendaient de la paroisse de Saint-Nicolas-de-Véroce qui se trouvait à une heure de marche. Les villageois obtinrent au bout de dix ans de démarche la possibilité de construire leur propre église et en confièrent les travaux par contrat signé le 5 septembre 1758 à Sallanches à Domenico Gualino de Sastegno, maître d'œuvre originaire de Valsesia en Piémont. L'église dédiée à la Sainte-Trinité comprend une seule nef, avec trois travées pour les fidèles et deux pour le chœur. La Trinité est évoquée sous l'auvent par les peintures de la colombe du Saint-Esprit. Trois statues décorent la façade, dans des abris, celle de saint Pierre, de saint Paul et au centre, le Bon-Pasteur.
Le clocher carré de l'église, doté d'une flèche vers 1850, a pour base une tour de l'ancien château détruit qui gardait la frontière avec la Tarentaise. Ce château tomba en ruines au XIVe siècle, lorsque le Faucigny fut rattaché à la Savoie. La tour a été dessinée par Turner, en 1802. La porte sculptée par un artisan de Viuz-en-Sallaz, de style baroque savoyard, présente des colonnes, des corniches avec des angelots. Elle est entourée de pilastres. On remarque à l'intérieur une poutre de gloire, ou tref, séparant la nef du sanctuaire avec un Christ en croix de la fin du XVIIIe siècle. Les retables ont été refaits vers 1840 et le maître-autel est orné d'un dais sculpté, et entouré des statues de saint Augustin et de saint François de Sales, évêque d'Annecy de 1602 à 1622.
L'autel latéral de droite est dédié à saint Joseph, qui est entouré de saint Pierre et de saint Barthélémy. L'autel de gauche est dédié à la sainte Vierge qui porte l'Enfant-Jésus. On remarque sainte Agathe, martyre portant ses seins sur un plateau, et sainte Marguerite. La voûte est décorée de fresques avec des médaillons figurant les quatre Évangélistes, et au-dessus de la tribune saint Guérin (abbé de Saint-Jean-d'Aulps en Chablais) et saint François de Sales.
L'édifice a été rénové en 1882 par des ouvriers originaires du Piémont, puis en 1976 par le peintre Édouard Borga.

## Galerie d'images

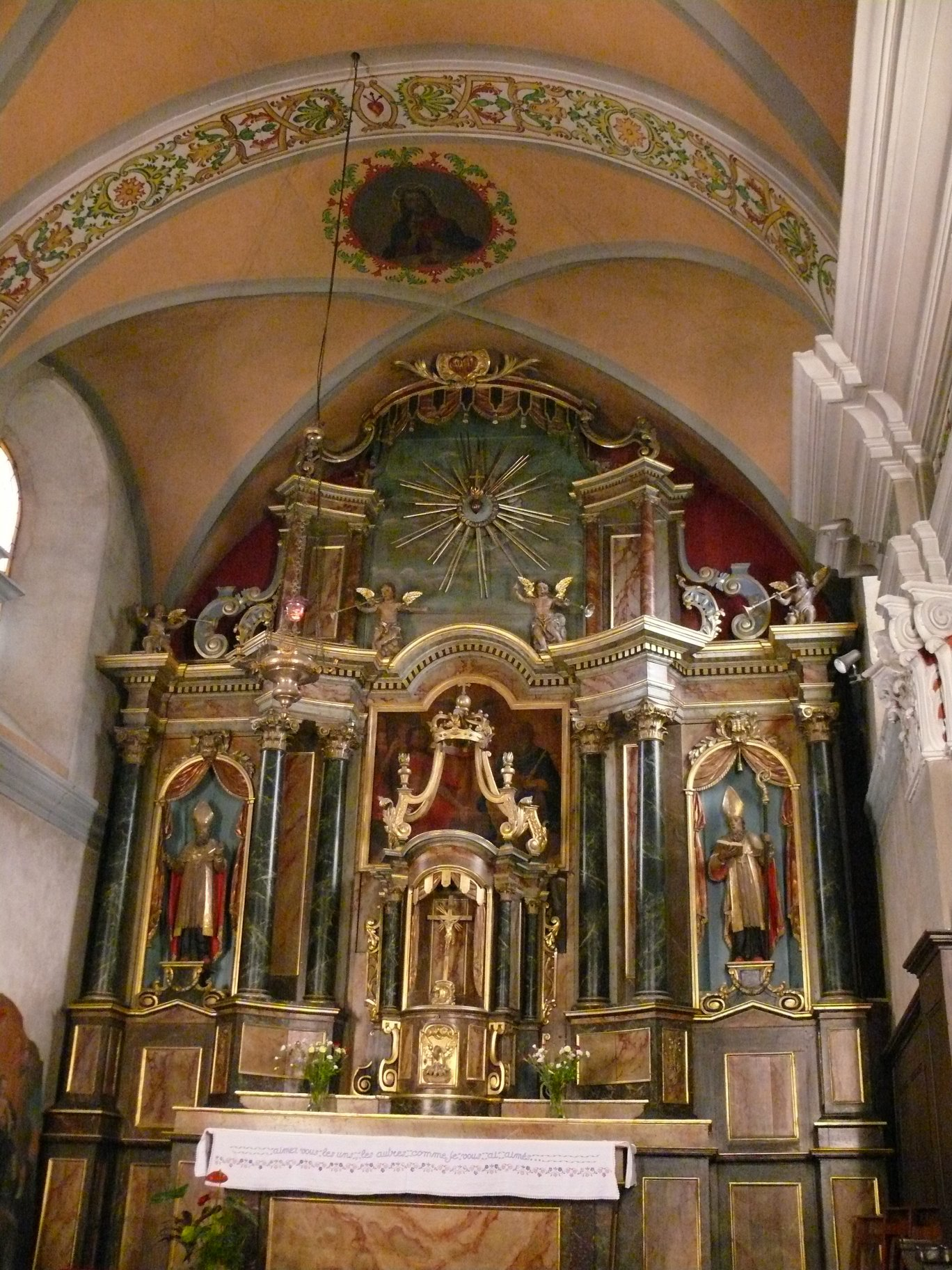
Le chœur
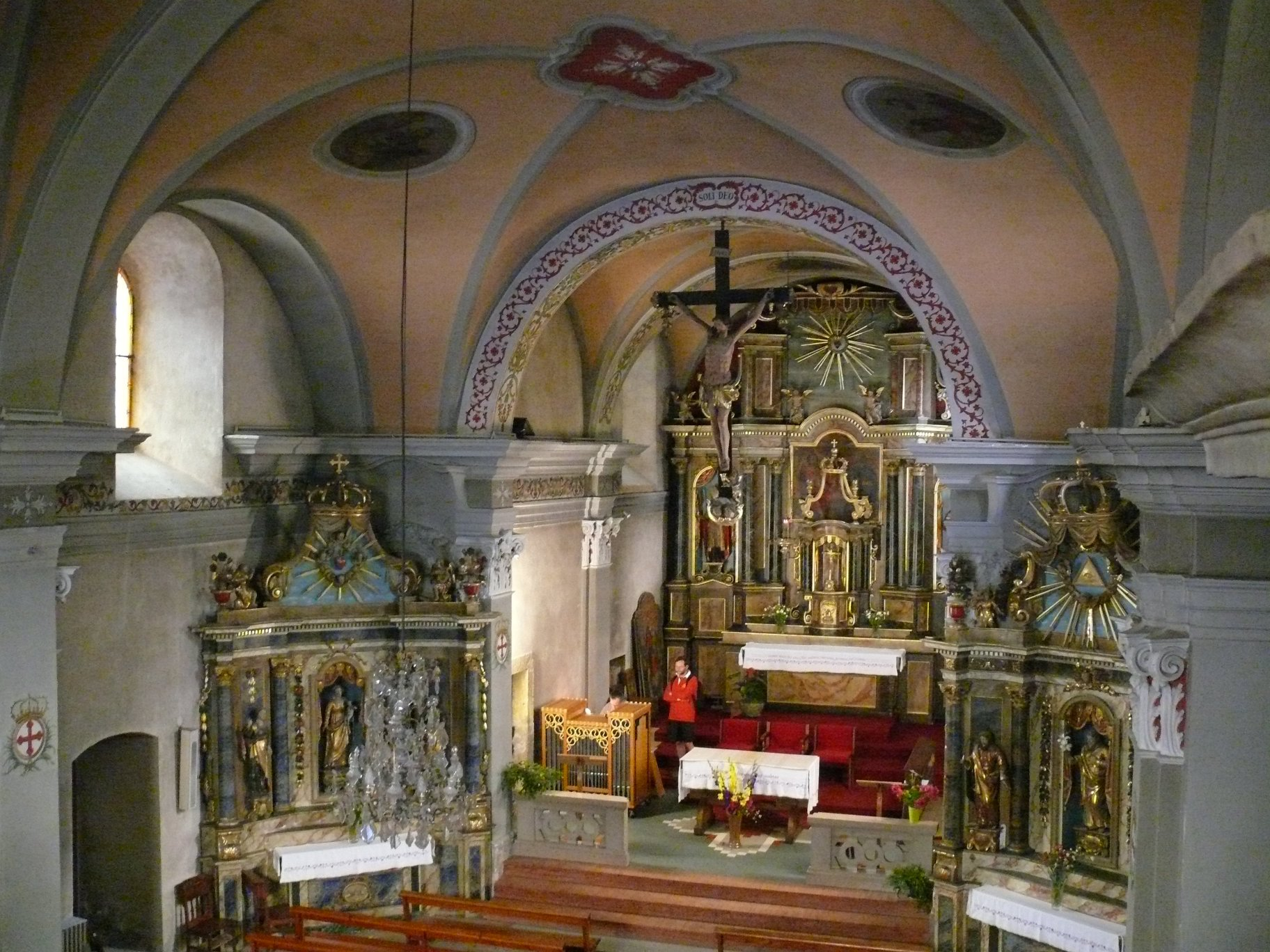
La nef vue de la tribune
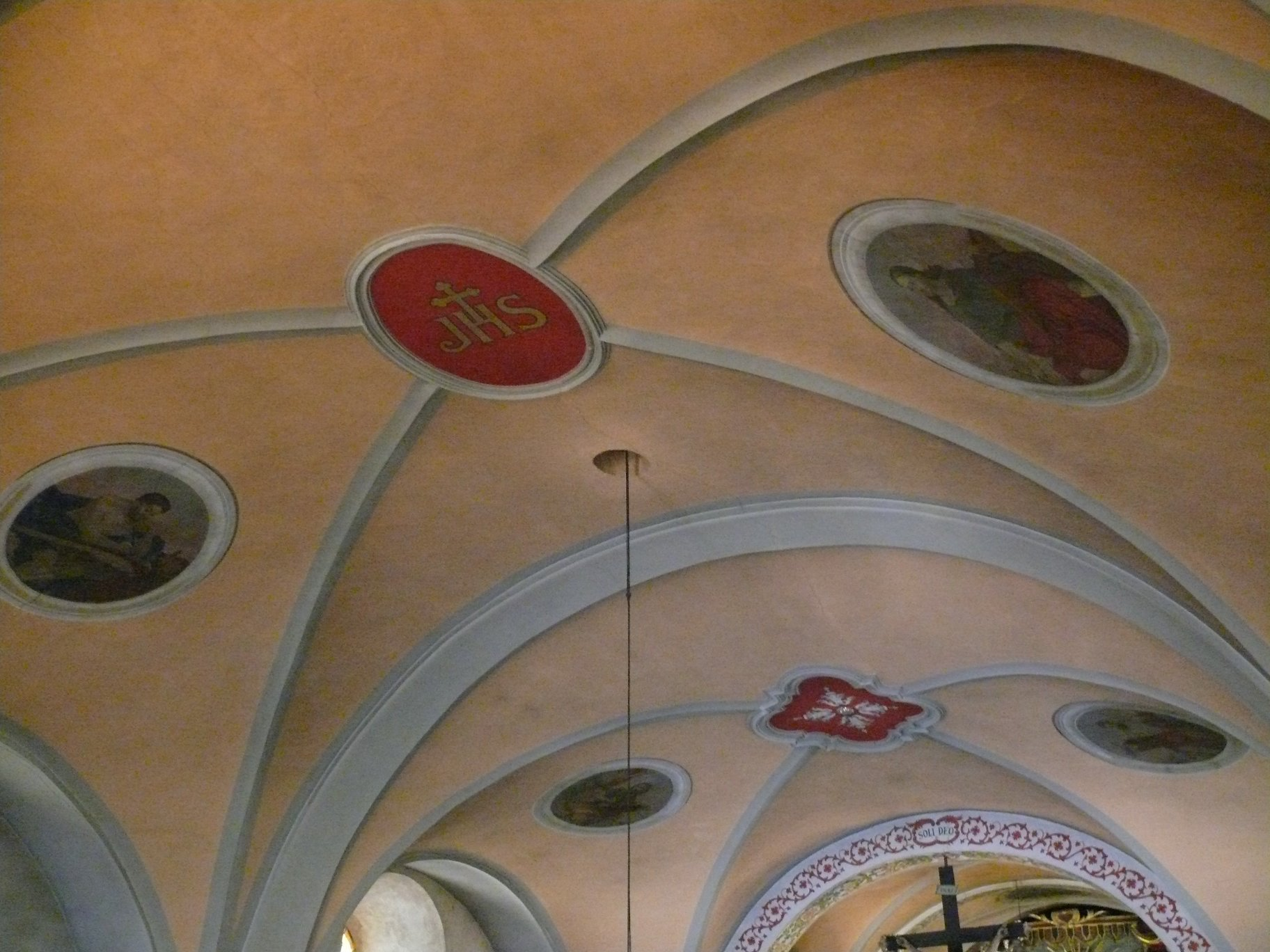
La voûte
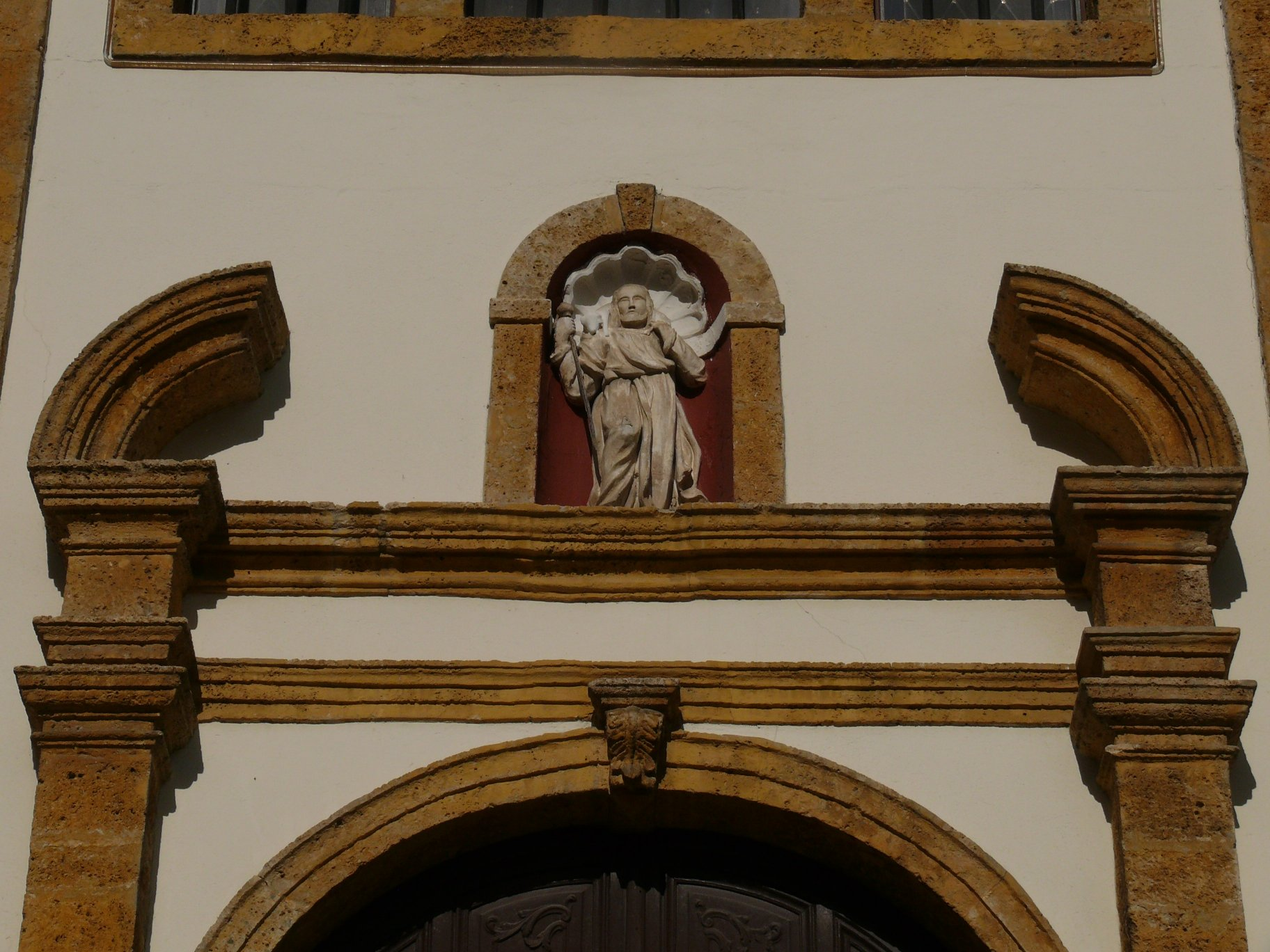
La façade (détail)
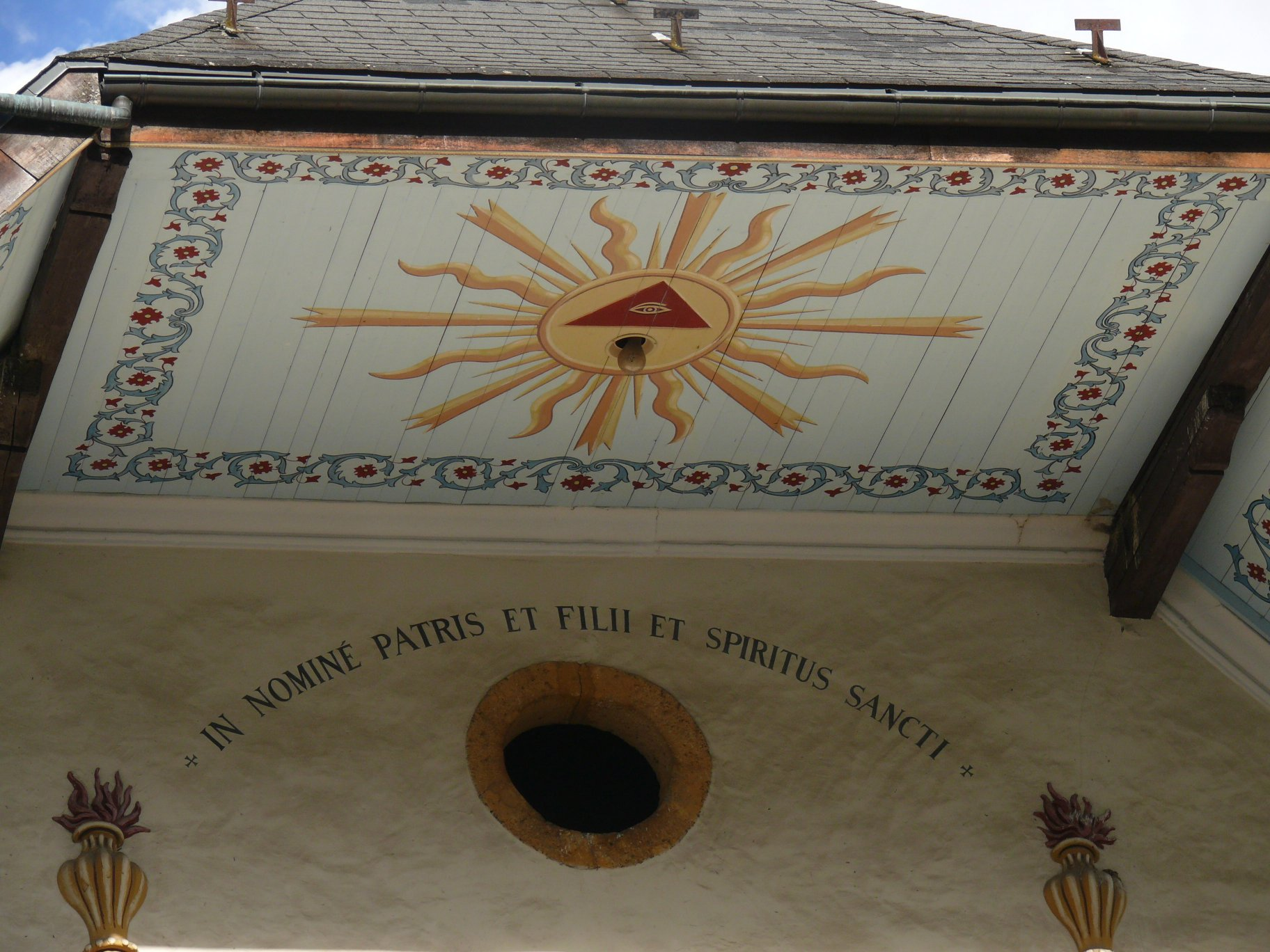
La façade (détail)